# Equator-S
Equator-S est un petit satellite scientifique allemand à bas coût s'inscrivant dans le programme international ISTP   lancé le 2 décembre 1997. Ce satellite avait pour objectif de mesurer avec une grande précision le champ magnétique terrestre, le plasma et le champ électrique dans plusieurs régions de l'espace mal couvertes par le programme ISTP. Le satellite est tombé en panne le 1er mai 1998 mais a pu fournir durant sa phase opérationnelle un grand nombre d'informations scientifiques de valeur.

## Contexte
Equator-S est une mission spatiale scientifique à bas coût développée pour étudier la magnétosphère terrestre au niveau de l'équateur jusqu'à une distance de 67 000 km et  constitue un des éléments de la flotte de satellites développée dans le cadre du programme ISTP. Le programme IASTP coordonne les efforts de plusieurs agences spatiales (principalement la NASA, l'ESA et l'agence japonaise) autour de l'étude de la magnétosphère terrestre. Il s'agit de lancer des engins effectuant simultanément des mesures à l'avant de la magnétosphère au milieu du vent solaire (WIND, SOHO, ACE, IMP-8), dans les régions polaires (POLAR)  et équatoriales de la magnétosphère, dans la queue magnétique ainsi que dans la magnétopause (GEOTAIL, INTERBOL). Ce satellite de conception très simple utilise des instruments développés pour d'autres missions de l'IASTP. La particularité de ce satellite est son orbite quasi équatoriale et sa vitesse de rotation particulièrement élevée qui lui permet d'effectuer des mesures in situ avec une fréquence importante. L'idée d'une mission de ce type prend naissance dans les années 1980 dans le cadre du programme GGS (Global  Geospace Science)  de la NASA. Ce programme est arrêté en 1986 et plusieurs tentatives de le réactiver échouent. En 1991 l'Institut Max-Planck de physique extraterrestre (MPE) en Allemagne, décide de reprendre la mission envisagée dans l'intérêt de l'étude globale de la magnétosphère mais également parce que le satellite fournit à ses chercheurs une occasion de tester un instrument qu'ils viennent de développer. Celui-ci, l'EDI (Electric Field Grad. Magn. Field), mesure les champs électriques avec deux faisceaux d'électrons. En 1994 l'agence spatiale allemande de l'époque, la DARA, accepte  de financer en partie la mission. Le complément est apporté par l'Institut Max Planck.

## Objectifs
L'objectif de la mission d'Equator-S est de recueillir des données de grande précision sur le plasma et le champ magnétique de la magnétosphère dans la région équatoriale, dans  la magnétopause située aux basses latitudes ainsi que dans les couches externes de celle-ci. Grâce à sa vitesse de rotation rapide du satellite, les instruments peuvent recueillir des données avec une résolution spatiale suffisamment fine pour mettre en évidence les  processus se déroulant dans ces régions frontières.

## Caractéristiques techniques
Pour collecter ses données le satellite doit être spinné (en rotation sur lui-même) à grande vitesse. Cette contrainte ainsi que les besoins en matière de champ de vision des différents instruments sont les principaux paramètres qui ont contribué à définir l'architecture du satellite. Celui-ci a la forme d'un cylindre haut de 1,26 mètre et d'un diamètre de 1,65 mètre et pèse 230 kg. 16 panneaux solaires fixés sur le pourtour fournissent en moyenne 70 watts. Le satellite tourne à raison de 40 tours par minute autour de son axe vertical qui est maintenu perpendiculaire à la ligne reliant la Terre et le Soleil de manière que les panneaux solaires soient éclairés de manière optimale. En orbite deux perches en fibre de carbone de 1,8 mètre de long sont déployés de manière radiale tandis que trois des six antennes sont déployées déployées de manière axiale. La vitesse de rotation et l'axe de rotation sont contrôlés à l'aide de  magnéto-coupleurs tandis que l'orientation du satellite est déterminée à l'aide capteurs de Soleil et des magnétomètres. Le satellite comprend deux ponts : le pont supérieur héberge les différents sous-systèmes alors que le pont inférieur accueille les instruments supérieurs. Les deux ponts sont reliés entre eux par un tube central qui contient le moteur d'apogée à propergol solide utilisé pour placer le satellite sur son orbite fortement elliptique. Les communications avec la Terre sont assurés à l'aide d'un émetteur fonctionnant en bande S de 1 watt de puissance. Quatre antennes dont deux déployables sont utilisés pour transmettre et recevoir les données avec un débit de 500 bits par seconde (liaison montante) et de 32 à 262 kilobits par seconde pour l'envoi des données scientifiques recueillies. La capacité de stockage des données à bord de 192 mégaoctets ne permet de stocker que 13,5 heures de données aussi les mesures ne sont effectuées que sur une partie de l'orbite.

### Charge utile
La charge utile est constituée de 7 instruments permettant d'étudier le vent solaire ainsi que les particules chargées piégées par la magnétosphère terrestre, :
- Deux magnétomètres tri-axiaux MAM (Magnetic field instrument)  montés au bout d'une perche de 1,8 mètre. Ils effectuent 64 mesures par seconde lorsqu'ils fonctionnent tous les deux.
- Instrument de mesure des champ magnétique et champ électrique EDI ('Electron Drift Instrument') par mesure des déplacements de deux faisceaux d'électrons. L'instrument a été embarqué sur la mission CLUSTER.
- Instrument d'analyse du plasma 3DA. Mesure la distribution des ions et électrons en fonction de 192 angles (incidence) et 56 niveaux d'énergie pour les particules ayant une énergie comprise entre 10 eV et 25 keV.
- Instrument d'analyse des ions et protons énergétiques EPI (Energetic Particle Instrument ) ayant une énergie respectivement comprise entre        20–226 keV et 20–400 keV. Mesure la distribution de ces particules selon 6 niveaux d'énergie et 4 angles d'incidence.
- Instrument de mesure de la distribution  des principaux ions ICI (Ion Composition Instrument) :     H+, He+, He++, et O−. Identique au sous-ensemble CODIF de l'instrument CIS embarqué sur CLUSTER.
- Instrument PCD (Potential Control Device) destiné à abaisser le potentiel électrique du satellite pour permettre la mesure du plasma
- Instrument SFD (Scintillating Fiber Detector ) de mesure de la distribution énergétique des ions et électrons à l'aide de scintillateurs. Les électrons ayant une énergie supérieur à 0,26,    0,4, et 1,9 MeV et les protons ayant une énergie supérieure ) 6,3, 9,5, et 35 MeV sont mesurés avec une fréquence d'échantillonnage de 64 s.

## Déroulement de la mission
Equator-S est lancé, en tant que charge utile secondaire, le 2 décembre 1997 depuis la base de lancement de Kourou par une fusée Ariane 4. Quelques jours après sa séparation avec le lanceur et sa mise en rotation rapide à 50 tours par minute, son moteur d'apogée de type Thiokol Star 13A est mis à feu et place le satellite sur une orbite quasi équatoriale très elliptique de 500 × 67 300 km que le satellite parcourt en 22,3 heures. Les magnéto-coupleurs amènent progressivement (en 150 jours) l'axe de rotation du satellite dans sa position finale tout en ralentissant le satellite à 40 tours par minute. La durée prévue de la mission est de deux ans.
Le satellite est déclaré complètement opérationnel le 16 mars 1998 mais le 5 mai 1998 le satellite interrompt la transmission des données. La panne est liée à un interrupteur positionné sur une des mémoires. Malgré des tentatives ultérieures le satellite ne transmettra plus de données. Néanmoins les résultats scientifiques résultant de ses cinq mois de fonctionnement en orbite ont permis de remplir en partie les objectifs fixés à la mission